# 13927 Grundy
13927 Grundy (1987 SV3) là một tiểu hành tinh vành đai chính được phát hiện ngày 16 tháng 9 năm 1987 bởi E. Bowell ở Trạm Anderson Mesa thuộc đài thiên văn Lowell.